# Esquerra Republicana de les Illes Balears
Esquerra Republicana de les Illes Balears (ERIB; literalmente traducido al castellano: Izquierda Republicana de las Islas Baleares) es la federación territorial en las Islas Baleares de Esquerra Republicana, estructura federal que comparte con las otras dos federaciones en la Comunidad Valenciana y Cataluña. Su ideología es independentista y de izquierdas.

## Historia
En 1987, a raíz de una crisis del Partido Socialista de Mallorca, varios militantes de esta formación política disconformes con su línea de "ambigüedad nacional", lo abandonan y entran a militar a ERC. No fue, sin embargo, hasta el 1989 que se estructuró formalmente la federación con la primera sección local de Esquerra Republicana en Mallorca. El 31 de octubre de 1992, ER-Islas celebró en la Casa de Cultura de Felanich el primer Congreso Regional de las Islas Baleares donde el mallorquín Bartomeu Mestre, exdirigente del PSM, fue escogido por mayoría absoluta Presidente de Esquerra Republicana en las Islas Baleares.
En 2015 fue elegido presidente de la federación balear, en un congreso celebrado en Villafranca de Bonany, el historiador Guillem Morro.